# Лос-Анджелес Рэмс
Лос-Анджелес Рэмс (англ. Los Angeles Rams) — профессиональный клуб по американскому футболу из города Лос-Анджелес, штата Калифорния, выступающий в Национальной футбольной лиге в  Западном дивизионе Национальной футбольной конференции. Франшиза «Рэмс» выиграла три чемпионата НФЛ и является единственной, которая выигрывала чемпионат, представляя три разных города (Кливленд в 1945 году, Лос-Анджелес в 1951 году и Сент-Луис в 1999 году).
История франшизы началась в 1936 году с команды «Кливленд Рэмс», собравшейся в Кливленде, штат Огайо. Клуб принадлежал Гомеру Маршману и нескольким игрокам команды. Дэймон (Базз) Ветцель присоединился к команде в качестве генерального менеджера и главного тренера.
В 1946 году после победы в чемпионате НФЛ 1945 года клуб переезжает в Лос-Анджелес, штат Калифорния. Свои домашние матчи клуб принимал на стадионе Los Angeles Memorial Coliseum, прежде чем переехать в реконструированный Anaheim Stadium в соседнем Анахайме в 1979 году.
«Рэмс» покинули Калифорнию после сезона НФЛ 1994 года и переехали на восток в Сент-Луис, штат Миссури. Спустя пять сезонов после переезда, команда одерживает победу над «Теннесси Тайтенс» (23-16) в Супербоуле XXXIV. «Рэмс» продолжали играть на стадионе Edward Jones Dome в Сент-Луисе до конца сезона НФЛ 2015 года, когда руководство команды уведомило НФЛ о своём намерении переехать обратно в Лос-Анджелес. Этот шаг был одобрен большинством владельцев клубов на их совместной встрече в январе 2016 года.
С 2020 года команда выступает на «Софи-стэдиум».

## История франшизы

### Лос-Анджелес Рэмс (2016 — наст. время)

#### 2016: Возвращение в Лос-Анджелес
12 декабря 2016 года команда уволила главного тренера Джеффа Фишера с результатом 4-9 после начала сезона.
В тот же день исполняющим обязанности главного тренера был назначен Джон Фассел. Фассел тренирует спецкоманды Рэмс с сезона 2012 года и является сыном другого бывшего главного тренер НФЛ Джима Фассела.

#### 2017: Возрождение и первый с 2003 года чемпионский титул в дивизионе НФК Запад
12 января 2017 года бывший координатор нападения Вашингтон Редскинз Шон Маквей становится новым главным тренером Рэмс, а также самым молодым главным тренером в современной истории НФЛ. Этот титул переходит к нему из рук бывшего координатора нападения «Алабамы» Лэйна Киффина, который в 31 год в 2007 году работал на посту главного тренера Окленд Рэйдерс.
Как и предыдущий свой сезон в Лос-Анджелесе, Рэмс начали его с баланса побед 3-2. Однако, после этого они выиграли 4 игры подряд, включая разгромные с Аризона Кардиналс и Нью-Йорк Джайентс. В ходе сезона преобразилась игра Джареда Гоффа и Тодда Герли, чьи выступления в 2016 году были посредственными. Игра приобретённых у Баффало Биллс принимающих Сэмми Уоткинса и Роберта Вудса, а также взятого на драфте принимающего Купера Каппа заставило некоторых аналитиков сравнивать Рэмс образца 2017 года с «Величайшим шоу на траве» конца 1990-х и начала 2000-х годов.
24 декабря 2017 года Рэмс выигрывают матч у Теннеси Тайтенс (27-23) досрочно выйдя в плей-офф и обеспечив себе чемпионство в дивизионе НФК Запад, впервые за 15 лет. Тем не менее, команда покинула плей-офф, проиграв прошлогоднему чемпиону конференции Атланта Фэлконс (26-13).

#### 2018: Построение на чемпионство
В межсезонье 2018 года Рэмс приобрели корнербэков Маркуса Питерса у Канзас-Сити Чифс и Акиб Талиба у Денвер Бронкос. Команда обменяла защитников Роберта Куинна в Майами Долфинс и Алека Оглетри в Нью-Йорк Джайентс, а также потеряла в качестве свободного агента одного из лучших своих корнербэков Трумейна Джонсона (перешёл в Нью-Йорк Джайентс). Рэмс усилили линию защиты, в частности пасс раш, подписав свободного агента дифенсив тэкла Ндамукона Су. Многие эксперты стали рассматривать Рэмс как серьёзного претендента на выход в плей-офф после обмена у Нью-Ингленд Пэтриотс ресивера Брендина Кукса, который заменил ушедшего в межсезонье свободного агента Сэмми Уоткинса.
Рэмс подписали пятилетние контракты с Брендином Куксом и раннинбеком Тоддом Гёрли и четырёхлетний с тэклом нападения Робом Хэвенштейном. Также команда переподписала своего лучшего защитника Аарона Дональда, заключив шестилетний контракт стоимостью 135 миллионов долларов. Добиваясь переподписания контракта, Дональд проигнорировал участие в тренировочном лагере, продолжая готовится к сезону по индивидуальной программе. Контракт Дональда сделал его самым высокооплачиваемым защитником в истории НФЛ, хотя этот рекорд был перебит спустя один день, когда Чикаго Беарз подписали контракт Халила Мэка на сумму в 141 млн долларов.
Рэмс начали сезон 10 сентября 2018 года с победы над Окленд Рэйдерс (33-13), таким образом главный тренер Рэмс Шон Маквей одержал победу над командой своего бывшего босса Джона Грудена (вместе работали в Тампа-Бэй Бакканирс). В течение 8 недель сезона 2018 года Рэмс были единственной непобеждённой командой НФЛ, пока не проиграли Нью-Орлеан Сэйнтс на выездном матче 9 недели на стадионе Мерседес-Бенц Супердоум.
Запланированный на 11 неделе матч c Канзас-Сити Чифс из-за плохой подготовки поля в Мехико (Мексика) был перенесён стадион в Лос-Анджелесе. Эта игра установила новые рекорды НФЛ: команды набрали на двоих 100+ очков, и впервые за всю историю лиги команды набрали 50+ очков каждая. После бай-вика на 13 неделе, одержав победу над Детройт Лайонс (30-16), Рэмс досрочно обеспечили себе Чемпионство в Западном дивизионе Национальной футбольной конференции и выход в плей-офф.

#### 2021: первое чемпионство за 22 года
По итогу сезона 2021 года команда с результатом 12-5 стала победителем НФК 4Запад, а в плей-офф победив «Аризона Кардиналс» (34-11), «Тампа-Бэй Бакканирс» (30-27) и «Сан-Франциско Форти Найнерс» (20-17) в пятый раз в своей истории вышла в Супербоул, где её соперником стали «Цинциннати Бенгалс». «Рэмс» стала второй в истории НФЛ командой, которая играла в Супербоуле на домашнем стадионе. 13 февраля «Лос-Анджелес Рэмс» драматическим образом выиграла Супербоул, победив «Цинциннати Бенгалс» со счетом 23-20, победный тачдаун был достигнут за полторы минуты до окончания матча.

## Стоимость команды
В 2015 году журнал Forbes оценил стоимость команды в $1,45 млрд, на тот момент Рэмс занимали 28 место по стоимости среди команда НФЛ и 44 место по стоимости среди всех спортивных команд мира. По данным CBS Sports, после переезда в Лос-Анджелес стоимость Рэмс возросла до $2,9 млрд, став третей по стоимости среди команд НФЛ (после Даллас Ковбойз и Нью-Ингленд Пэтриотс).

## Логотип и игровая форма
Рэмс — первая команда НФЛ, которая раскрасила свои шлемы. В 1948 году фулбек Фрэд Джерк, работавший в межсезонье художником, нарисовал бараньи рога на кожаных шлемах своей команды. 

В 1937 году, когда команда только появилась, цветами Рэмс были красный и чёрный: красные шлема, чёрные джерси с красными плечами и рукавами, коричневые бриджи и красные гольфы с черно-былыми полосами. Год спустя команда меняет цвета на золотой и королевский синий: золотые шлемы, королевский синие джерси с золотыми плечами и номерами, белые бриджи с синей полосой и однотонные синие гольфы. В середине 1940-х годов Рэмс играют в золотых джерси с тёмно-синими номерами и плечами, золотых шлемах, белых бриджах с золотой/синей/золотой полосами, а также в гольфах жёлтого цвета с двумя тёмно-синими полосами. Форма не изменились после переезда в Лос-Анджелес. В 1947 году шлема были перекрашены в синий цвет. Когда Джерк придумал рога, они были нарисованы жёлтой краской на тёмно-синих шлемах. В 1949 году команда переходит на новые пластиковые шлема компании Riddell из Дес-Пле́йнс, штат Иллинойс, которая наносит рога на шлемы заводским нанесением. В 1950 году рога становятся более широкими, массивными, они соединены в центре передней части шлема и изгибаются вокруг слухового отверстия; этот дизайн становится более коническим в 1954—1955. В том же 1950 году три полосы (синяя/золотая/синяя) появляются на бриджах, а также синие полосы были добавлены на рукава джерси. Белая окантовка на номера синих джерси появились в 1953 году, а так называемые «ТВ номера» на рукавах джерси были добавлены в 1956 году. В соответствии с изменениями НФЛ в 1957 году правил, на домашние игры одевается тёмная форма клубных цветов, на выездных играх используется светлая. Рэмс поспешно готовят к регулярному сезону новые тёмно-синие домашние джерси с золотыми полосками и передними и задними номерами с белой окантовкой. Белая окантовка была убрана в 1958 году. Рэмс продолжили играть в золотых джерси на выездных играх сезона 1957, но в следующем году поменяли их на белые с синими цифрами и полосками. В 1962-63 году для белых выездных джерси используют рукав в стиле UCLA — синий/золотой/синий рукав в форме полумесяца.

12 апреля 2000 года Сент-Луис Рэмс представили новый логотип, командные цвета и форму. Основные цвета были изменены с королевского синего и жёлтого на тёмно-синий и светло-золотой. Новый логотип в виде бараньей головы добавлен на рукав, а также добавлены золотые полосы по бокам джерси. Бриджи — синие и белые с небольшой золотой полосой.

15 января 2016 года «Лос-Анджелес Рэмс» представили новый логотип. Единственное изменение составила изменение названия города (Сент-Луис заменён на Лос-Анджелес). Командные цвета были сохранены.

21 марта 2016 года в интервью «Лос-Анджелес Таймс» Исполнительный директор команды Кевин Демофф сказал, что не стоит ждать обновления дизайна игровой формы до сезона 2019 года (до открытия нового стадиона).

11 августа 2016 года команда сообщила в Твиттере, что будут играть в белой форму в шести из восьми домашних игр в течение сезона 2016 года как дань эпохе «Грозной четвёрки»; альтернативные ярко-синие джерси будут использованы для других двух домашних игр.

Для сезона 2017 года Рэмс анонсировали дизайн шлемов, напоминающий о периоде «Грозной четвёрки»: тёмно-синий шлем с белыми рогами и белой маской.

## Известные игроки

### Номера закреплённые за игроками
Номера выведенные из использования в команде и закреплённые за игроками:
| №  | Имя игрока    | Игровая позиция | Период    |
| -- | ------------- | --------------- | --------- |
| 7  | Боб Уотерфилд | QB              | 1945-1952 |
| 28 | Маршалл Фолк  | RB              | 1999-2005 |
| 29 | Эрик Дикерсон | RB              | 1983-1987 |
| 74 | Мерлин Олсен  | DT              | 1962-1976 |
| 75 | Дьякон Джонс  | DE              | 1961-1971 |
| 78 | Джеки Слейтер | OT              | 1976-1995 |
| 80 | Исаак Брюс    | WR              | 1994-2007 |
| 85 | Джек Янгблад  | DE              | 1971-1984 |

### Игроки вошедшие в Зал Славы американского футбола
В Зал Славы американского футбола входит несколько бывших игроков Рэмс: Джо Нэмэт (12), Маршалл Фолк (28), Олли Мэтсон (33), Орландо Пейс (76), Энди Робустелли (84), Дик Лейн (81), и тренер Эрл Кларк. Также членами Зала славы являются ещё три игрока, связанные с Рэмс, но избранные туда благодаря их заслугам в других командах:
- Сид Гиллман, вошёл в качестве тренера, был главным тренером в течение пяти сезонов, но наибольшего успеха достиг как главный тренер Сан-Диего Чарджерс.
- Пит Розелл, как внесший вклад в развитие американского футбола, работал с Рэмс в качестве директора по связям с общественностью, а позже как генеральный менеджер, но его основной вклад состоит в работе в качестве комиссионера НФЛ в течение 29 лет.
- Текс Шрамм, как внесший вклад в развитие американского футбола, был исполнительным директором Рэмс в течение 9 лет, но самый большой вклад внес, как президент и генеральный менеджер Даллас Ковбойз в первые 29 лет существования команды.

| №      | Имя игрока       | Год избрания | Позиция      | Период    |
| ------ | ---------------- | ------------ | ------------ | --------- |
| -      | Джордж Аллен     | 2002         | Тренер       | 1966-1970 |
| 36     | Джером Беттис    | 2015         | RB           | 1993-1995 |
| 76     | Орландо Пейс     | 2016         | OT           | 1997-2008 |
| 91     | Кевин Грин       | 2016         | LB           | 1985-1992 |
| 76     | Боб Браун        | 2004         | OT           | 1969-1970 |
| 29     | Эрик Дикерсон    | 1999         | RB           | 1983-1987 |
| 28     | Маршалл Фолк     | 2011         | RB           | 1999-2006 |
| 55     | Том Феас         | 1970         | End          | 1948-1956 |
| 40     | Элрой Хирш       | 1968         | RB, WR       | 1949-1957 |
| 75     | Дьякон Джонс     | 1980         | DE           | 1961-1971 |
| 65     | Том Мак          | 1999         | G            | 1966-1978 |
| 74     | Мерлин Олсен     | 1982         | DT           | 1962-1976 |
| -      | Дэн Ривз         | 1967         | Владелец     | 1941-1971 |
| 67, 48 | Лес Рихтер       | 2011         | LB, K        | 1954-1962 |
| 78     | Джеки Слейтер    | 2001         | OT           | 1976-1995 |
| 11     | Норм Ван Броклин | 1971         | QB, P        | 1949-1957 |
| 10, 13 | Курт Уорнер      | 2017         | QB           | 1998-2003 |
| 7      | Боб Уотерфилд    | 1965         | QB, DB, K, P | 1945-1952 |
| 85     | Джек Янгблад     | 2001         | DE           | 1971-1984 |

### Кольцо Славы американского футбола Сент-Луиса
Бывшие игроки команды входят в Кольцо Славы американского футбола Сент-Луиса, расположенного на стадионе в The Dome at America’s Center. Это все игроки, включённые в Зал Славы американского футбола, а кроме того несколько руководителей и тренеров команды.

## Награды
Победители чемпионатов лиги (4)
- Победители чемпионата НФЛ (2)
  - 1945, 1951
- Победители Супербоула (2)
  - 1999 (XXXIV), 2021 (LVI)

Победители конференции (8)
- Национальная: 1950, 1951
- Запад НФЛ: 1955
- НФК: 1979, 1999, 2001, 2018, 2021

Победители дивизиона (18)
- Запад НФЛ: 1945, 1949
- НФЛ: 1967, 1969
- Запад НФК: 1973, 1974, 1975, 1976, 1977, 1978, 1979, 1985, 1999, 2001, 2003, 2017, 2018, 2021

## Тренерский состав

### Список главных тренеров
Условные обозначения
| #    | Порядковый номер тренера [A]                                |
| GC   | Провёл игр                                                  |
| W    | Победы                                                      |
| L    | Поражения                                                   |
| T    | Ничья                                                       |
| Win% | Процент побед                                               |
| 0†   | Избран в Зал славы американского футбола в качестве тренера |
| 0‡   | Избран в Зал славы американского футбола в качестве игрока  |
| 0*   | Всю карьеру главного тренера НФЛ провёл с Рэмс              |

| #  | Имя                | Период           | Регулярные чемпионаты | Регулярные чемпионаты | Регулярные чемпионаты | Регулярные чемпионаты | Регулярные чемпионаты | Плей-офф | Плей-офф | Плей-офф | Плей-офф | Достижения |
| #  | Имя                | Период           | GC                    | W                     | L                     | T                     | Win%                  | GC       | W        | L        | Win%     | Достижения |
| -- | ------------------ | ---------------- | --------------------- | --------------------- | --------------------- | --------------------- | --------------------- | -------- | -------- | -------- | -------- | --- |
|    |                    |                  |                       |                       |                       |                       |                       |          |          |          |          | |
| 1  | Дэймон Ветцель     | 1936             | 9                     | 5                     | 2                     | 2                     | .667                  | —        |          |          |          | |
| 2  | Уго Бездек*        | 1937—1938        | 14                    | 1                     | 13                    | 0                     | .071                  | —        |          |          |          | |
| 3  | Art Lewis*         | 1938             | 8                     | 4                     | 4                     | 0                     | .500                  | —        |          |          |          | |
| 4  | Эрл Кларк ‡        | 1939-1942        | 44                    | 16                    | 26                    | 2                     | .386                  | —        |          |          |          | |
| 5  | Buff Donelli       | 1944             | 10                    | 4                     | 6                     | 0                     | .400                  | —        |          |          |          | |
| 6  | Adam Walsh*        | 1945—1946        | 21                    | 15                    | 5                     | 1                     | .738                  | 1        | 1        | 0        | 1.000    | 1945 Pro NFL Coach of the Year |
| 7  | Bob Snyder*        | 1947             | 12                    | 6                     | 6                     | 0                     | .500                  | —        |          |          |          | |
| 8  | Clark Shaughnessy* | 1948—1949        | 24                    | 14                    | 7                     | 3                     | .646                  | 1        | 0        | 1        | .000     | |
| 9  | Джо Стайдахар ‡    | 1950-1952        | 25                    | 17                    | 8                     | 0                     | .680                  | 3        | 2        | 1        | .667     | |
| 10 | Hamp Pool*         | 1952—1954        | 35                    | 23                    | 10                    | 2                     | .686                  | 1        | 0        | 1        | .000     | |
| 11 | Сид Гиллман †      | 1955-1959        | 60                    | 28                    | 31                    | 1                     | .475                  | 1        | 0        | 1        | .000     | |
| 12 | Боб Уотерфилд ‡*   | 1960 −1962       | 34                    | 9                     | 24                    | 1                     | .279                  | —        |          |          |          | |
| 13 | Harland Svare      | 1962-1965        | 48                    | 14                    | 31                    | 3                     | .323                  | —        |          |          |          | |
| 14 | Джордж Аллен †     | 1966-1970        | 70                    | 49                    | 17                    | 4                     | .729                  | 2        | 0        | 2        | .000     | Список 1967 AP NFL Coach of the Year 1967 Sporting News NFL Coach of the Year> 1967 UPI NFL Coach of the Year                                                                 |
| 15 | Tommy Prothro      | 1971-1972        | 28                    | 14                    | 12                    | 2                     | .536                  | —        |          |          |          | |
| 16 | Чак Нокс           | 1973-1977        | 70                    | 54                    | 15                    | 1                     | .779                  | 8        | 3        | 5        | .375     | Список 1973 AP NFL Coach of the Year 1973 Sporting News NFL Coach of the Year 1973 Pro Football Weekly NFL Coach of the Year 1973 UPI NFC Coach of the Year                   |
| 17 | Ray Malavasi       | 1978-1982        | 73                    | 40                    | 33                    | 0                     | .548                  | 6        | 3        | 3        | .500     | |
| 18 | John Robinson*     | 1983—1991        | 143                   | 75                    | 68                    | 0                     | .524                  | 10       | 4        | 6        | .400     | |
| —  | Чак Нокс           | 1992-1994        | 48                    | 15                    | 33                    | 0                     | .313                  | —        |          |          |          | |
| 19 | Rich Brooks*       | 1995—1996        | 32                    | 13                    | 19                    | 0                     | .406                  | —        |          |          |          | |
| 20 | Dick Vermeil       | 1997-1999        | 48                    | 22                    | 26                    | 0                     | .458                  | 3        | 3        | 0        | 1.000    | Список 1999 AP NFL Coach of the Year 1999 Sporting News NFL Coach of the Year 1999 Pro Football Weekly NFL Coach of the Year 1999 Maxwell Football Club NFL Coach of the Year |
| 21 | Майк Марц*         | 2000—2005        | 85                    | 53                    | 32                    | 0                     | .624                  | 7        | 3        | 4        | .429     | |
| 22 | Joe Vitt           | 2005             | 11                    | 4                     | 7                     | 0                     | .364                  | —        |          |          |          | |
| 23 | Scott Linehan*     | 2006—2008        | 36                    | 11                    | 25                    | 0                     | .306                  | —        |          |          |          | |
| 24 | Jim Haslett        | 2008             | 12                    | 2                     | 10                    | 0                     | .167                  | —        |          |          |          | |
| 25 | Steve Spagnuolo*   | 2009—2011        | 48                    | 10                    | 38                    | 0                     | .208                  | —        |          |          |          | |
| 26 | Джеф Фишер         | 2012-2015        | 64                    | 27                    | 36                    | 1                     | .430                  | —        |          |          |          | |
| —  | Джеф Фишер         | 2016             | 13                    | 4                     | 9                     | 0                     | .308                  | —        |          |          |          | |
| 27 | Джон Фассел*       | 2016             | 3                     | 0                     | 3                     | 0                     | .000                  | —        |          |          |          | |
| 28 | Шон МакВей*        | 2017-наст. время | 81                    | 55                    | 26                    | 0                     | .679                  | 6        | 3        | 3        | .500     | Тренер года по версии AP NFL 2017 |

- A Каждый главный тренер, работавший с Рэмс два или более отдельных периода пронумерован только один раз.
- a Дэймон Ветцель был играющим тренером в 1936 году.
- b Уго Бездек был уволен после трёх игр в 1938 году
- c Рэмс не играли в течение 1943 года из-за ограничений военного времени и нехватки игроков.
- d Джо Стайдахар подал в отставку после одной игры в 1962 году.
- e Боб Уотерфилд подал в отставку после восьми игр в 1962 году.
- f Общий показатель Чака Нокса как главного тренера Рэмс составляет 118 игр регулярного сезона с показателем 69-48-1 и W-L процентом .589
- g Майк Марц взял отпуск по болезни после пяти игр в 2005 году.
- h Общий показатель Джефа Фишера как главного тренера Рэмс составляет 77 игр регулярного сезона с показателем 31-45-1 и W-L процентом .409
- i Рэмс назначили Джон Фассела исполняющим обязанности главного тренера 12 декабря 2016 года.

### Текущий состав персонала команды
Дирекция
- Владелец/Председатель — Кронке, Стэн
- Исполнительный вице-президент / Исполнительный директор — Кевин Демофф
- Главный управляющий — Лес Снид
- Директор по игровому персоналу — Тейлор Мортон
- Директор колледж-скаутинга — Brad Holmes
- Директор по персоналу — Ran Carthon
- Директор по оценке игроков, исследованиям и анализу — J.W. Jordan
- Помощник директора по персоналу — Ray Agnew

Главные тренеры
- Главный тренер — Шон МакВэй
- Помощник главного тренера / Тренер лайнбекеров — Joe Barry

Тренерский состав нападения
- Координатор нападения — Мэтт ЛаФлёр
- Тренер квотербеков — Грег Олсон[7]
- Тренер раннинбеков — Skip Peete
- Тренер ресиверов — Eric Yarber
- Ассистент тренера ресиверов — Zac Taylor
- Тренер тайт-эндов — Shane Waldron
- Тренер линии нападения — Aaron Kromer
- Ассистент тренера линии нападения — Andy Dickerson
- Контроль качества работы нападения — Zak Kromer

Тренерский состав защиты
- Координатор защиты — Уэйд Филлипс
- Тренер линии защиты — Bill Johnson
- Ассистент тренера лайнбекеров — Chris Shula
- Тренер корнербеков — Aubrey Pleasant
- Тренер сейфти — Ejiro Evero
- Контроль качества работы защиты — Thad Bogardus

Тренерский состав спецкоманд
- Координатор спецкоманд — John Fassel

Силовая и функциональная подготовка
- Тренер по силовой и функциональной подготовке — Ted Rath